# Organy zarządzania gospodarką w PRL
Organy zarządzania gospodarką w PRL. Okres od zakończenia II Wojny Światowej do czasu zmian ustrojowych, od form gospodarki nakazowo-rozdzielczej do gospodarki rynkowej, charakteryzował się poszukiwaniem form efektywnego organizacyjnego jak i ekonomicznego zarządzania gospodarką. Wielokrotnie reformowano organizację resortów jak i średniego szczebla zarządzania. Częstej zmianie ulegały nazw organów decyzyjnych.

## Organy centralnego szczebla zarządzania
Centralny szczebel zarządzania wielokrotnie poddawano reorganizacji, najpierw procesom dekoncentracji a następnie wręcz przeciwnie – konsolidacji. Pod wpływem decyzji politycznych raz ministerstwa dzielono a następnie łączono. Szereg z nich wielokrotnie. W 1949 zniesiono Ministerstwo Przemysłu i Handlu powołując na to miejsce 6 resortów branżowych, w 1987 powołano jedno Ministerstwo Przemysłu. Niejednokrotnie powoływano resorty mające za zadanie jedynie bezpośredni nadzór nad danym sektorem lub branżą, często de facto będącymi jednym organizmem gospodarczym, niejednokrotnie też formalnie jednym przedsiębiorstwem, jak np. PKP. Poniżej kilka przykładów takich reorganizacji:
- Ministerstwo Górnictwa i Energetyki (1949[1]-1950) → Ministerstwo Przemysłu Ciężkiego (1950[2]-1952) → Ministerstwo Energetyki (1952[3]-1957) → Ministerstwo Górnictwa i Energetyki (1957[4]-1976) →
- Ministerstwo Górnictwa i Energetyki (1949[1]-1950) → Ministerstwo Górnictwa (1950[2]-1955) → Ministerstwo Górnictwa Węglowego (1955[5]-1957) → Ministerstwo Górnictwa i Energetyki (1957[4]-1976) → Ministerstwo Górnictwa (1976[6]-1981) → Ministerstwo Górnictwa i Energetyki (1981[7]-1987) →
- Ministerstwo Komunikacji (1944[8]-1951) → Ministerstwo Kolei (1951[9]-1957) → Ministerstwo Komunikacji (1957[4]-1987)
- Ministerstwo Rolnictwa i Reform Rolnych (1944[8]-1951) → Ministerstwo Państwowych Gospodarstw Rolnych (1951[10]-1956) → Ministerstwo Rolnictwa (1956[11]- →
- Ministerstwo Rolnictwa i Reform Rolnych (1944[8]-1947) → Ministerstwo Leśnictwa (1947[12]-1956) → Ministerstwo Leśnictwa i Przemysłu Drzewnego (1956[13]- →

## Organy średniego szczebla zarządzania
Wielokrotnie zmiany zachodziły i na średnim szczeblu zarządzania. Szereg zjednoczeń powołano już w 1945, które podlegały centralnym zarządom poszczególnych ministerstw. Następnie zlikwidowano zjednoczenia, podporządkowując przedsiębiorstwa bezpośrednio centralnym zarządom. W 1958 przekształcone je w zjednoczenia (1958-1981), a w ostatnim okresie przed zmianami ustrojowymi, w 1981 - w zrzeszenia. Należy też odnotować funkcjonowanie organów zarządzania pod nazwą kombinatów (od 1969).

## Organy zarządzania w wybranych sektorach

### Górnictwo i energetyka
Specyficzne nazwy organów zarządzania funkcjonowały w latach 1987-1990 w górnictwie i energetyce - Wspólnota Węgla Kamiennego oraz Wspólnota Energetyki i Węgla Brunatnego (odpowiedniki centralnych zarządów), jak też w latach 1984-1988 12 gwarectw węglowych (odpowiedniki zjednoczeń terytorialnych), które w latach 1988-1993 funkcjonowały jako przedsiębiorstwa eksploatacji węgla. W 1951 14 zjednoczeń energetycznych zastąpiono 6 okręgami energetycznymi. W 1959 dotychczasowy Centralny Zarząd Energetyki zastąpiono Zjednoczeniem Energetyki

### PKP
Kolejami dwukrotnie (w latach 1948-1951 i 1978-2000) zarządzała Dyrekcja Generalna PKP. Funkcję zjednoczeń pełniło 8 dyrekcji okręgowych kolei państwowych (DOKP). O ile dotychczas Dyrekcja Generalna stanowiła część ministerstwa, to w 1987 została z niego wyodrębniona.